# Ranworth Broad
Der Ranworth Broad ist ein See in der englischen Grafschaft Norfolk, der als Naturschutzgebiet vom Norfolk Wildlife Trust verwaltet wird. Er ist Teil der Norfolk Broads. Ebenso wie der benachbarte Malthouse Broad ist er durch einen 400 Meter langen Stichkanal vom Bure aus erreichbar.

## Lage
Der Ranworth Broad liegt unweit des Flusslaufs des Bure zwischen dem Ort Horning und der Mündung des Ant. Im Ort Ranworth, der am Malthouse Broad liegt, gibt es Anleger für rund 20 Kabinenkreuzer. Von Horning aus verkehrt ein Schaufelraddampfer, mit dem Ausflugsfahrten auf den Malhouse Broad, vorbei am Ranworth Broad, angeboten werden.
Der See ist von der Stadt Norwich in einer halben Stunde mit dem Auto erreichbar. Die Orte Acle und Salhouse sind an das System öffentlicher Verkehrsmittel verbunden, jedoch jeweils rund 7 Kilometer vom Ranworth Broad entfernt. Eine weniger frequentierte Buslinie führt durch Panxworth und South Walsham; von diesen Orten sind es nur rund 2 Kilometer zum Ranworth Broad.
Von der Bootsanlegestelle im Ort Ranworth führt ein rund eineinhalb Kilometer langer befestigter Fußweg zu dem schwimmenden Norfolk Wildlife Conservation Centre, dem Informationszentrum des Norfolk Wildlife Trusts. Um den See herum führt ein 7 Kilometer langer Wanderweg.

## Geschichte
Der dem See seinen Namen gebende Ort Ranworth ist ein Dorf am Malthouse Broad. Das Dorf wird von der St Helen’s Kirche dominiert, die aus dem Jahr 1370 stammt und als „Kathedrale der Broads“ bezeichnet wird.
Der Ranworth Broad war ursprünglich mit dem Malthouse Broad verbunden, da in dem gesamten Gebiet der Abbau von Torf betrieben wurde und so ein großes Becken, das nach Ende der Torfgewinnung voll Wasser lief, entstanden war. Durch die allmähliche Überwucherung der Vegetation entstanden bis zum Ende des 19. Jahrhunderts zwei getrennte Gewässer. Sie sind durch einen rund 400 Meter langen, geraden Kanal, den Ranworth Dam, mit dem Bure verbunden. Der See war zwischen 3 und 4 Meter tief, durch Verschlammung ist die Tiefe jedoch auf 1 bis 2 Meter reduziert. Es gibt parallele Linien von ungestochenem Torf, was auf Abbau in gleichlaufenden Gräben zurückzuführen ist.
Im 19. Jahrhundert wurde der See eine Zeit lang für die Jagd auf Enten genutzt: Die dabei genutzten Entenpfeifen der Jäger gaben den Buchten an der Südseite des Sees ihren Namen The Pipes. Auch im Ranworth Broad gab es einen Anleger; im Jahr 1901 untersagte der damalige Eigentümer jedoch den öffentlichen Zugang. Es kam zu einer offenen Auseinandersetzung, bei der ein Boot so versenkt wurde, dass der Kanal zwischen den beiden Seen blockiert war. Der Eigentümer konnte so seinen Anspruch auf den Anleger durchsetzen.

## Naturschutzgebiet

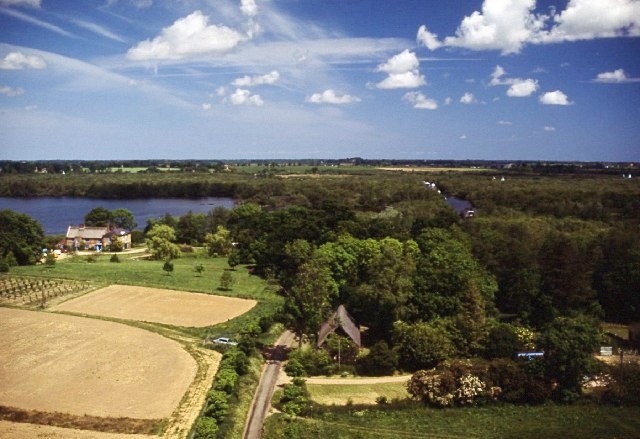
Blick vom Turm der St Helen's Kirche

Der Ranworth Broad ist für Boote gesperrt, da er ein Naturschutzgebiet erster Ordnung ist. Ein Damm trennt ihn vom viel befahrenen Malthouse Broad. Der See befindet sich im Besitz des Norfolk Wildlife Trust und wird von diesem verwaltet. Da er praktisch unberührt ist, gibt es hier eine Vielzahl von Wildvögeln. Auch seltene Schmetterlingsarten wie der Schwalbenschwanz sind hier zu finden.
Für den Bau des markanten schwimmenden Besucherzentrums mit seinem Strohdach musste der moorige Boden ausgehoben und mit Betonschotter aufgefüllt werden. Es bietet einen vollständigen Blick über den See. Im Erdgeschoss findet sich ein Laden und eine Cafeteria. Im zweiten Stock liegt die Aussichtsplattform, von der aus die Vielfalt der Fauna beobachtet werden kann. Der Ranworth Broad ist von nationaler und internationaler Bedeutung für die Tierwelt. Er beherbergt eine der größten Kormorankolonien im Vereinigten Königreich.
Der See bietet das ganze Jahr über die Möglichkeit, Haubentaucher, Eisvögel und Rohrweihen zu beobachten, während man auf dem Uferweg auch Sumpfmeisen, Gimpel und Wasserrallen hören kann. Im Winter ist der See von Wildvögeln wie Pfeifenten, Krickenten, Löffelenten, Spießenten und auch Reiherenten bevölkert. Rohrdommeln und Bergenten können seltener gesichtet werden. In den Erlen an den Waldwegen kommen Zeisige und Birkenzeisige in großer Zahl vor. Im Sommer besteht die Aussicht, Fischadler und Flussseeschwalben zu sehen. Große Ansammlungen von Rauchschwalben, Mehlschwalben und Uferschwalben sind ebenfalls zu beobachten. Der Gesang des Zilpzalp, des Seggenrohrsängers, des Schilfrohrsängers und sogar des Kuckucks ist entlang des Rundwanderweges zu hören.